# Hütschenhausen
Hütschenhausen est une municipalité de la Verbandsgemeinde Ramstein-Miesenbach, dans l'arrondissement de Kaiserslautern, en Rhénanie-Palatinat, dans l'ouest de l'Allemagne.

## Références

Localisation de Hütschenhausen dans la Verbandsgemeide et dans l'arrondissement

## Politique
|      | SPD | CDU | Total     |
| 2009 | 11  | 9   | 20 Sièges |
| 2004 | 11  | 9   | 20 Sièges |